# Amanda Nunes
Amanda Lourenço Nunes, född 30 maj 1988 i Salvador, Brasilien, är en före dettabrasiliansk MMA-utövare. Hon la handskarna på hyllan år 2023 på grund av att hennes knän hade slitits ut enligt henne själv. Hon växte upp som yngst av tre systrar till en ensamstående mamma i staden Pojuca utanför Salvador. Hon började träna karate vid fyra års ålder och boxning när hon fyllde 16 och därefter brasiliansk ju-jitsu. Amanda Nunes är UFC:s första öppet homosexuella titelsegrare. Nunes började dejta sin fru Nina Ansaroff, som också är MMA-fighter 2014. Ansaroff födde parets första barn 24 september 2020.

## MMA-karriär

### Tidig karriär
Nunes började sin skolning i MMA vid AMA Fight Club i New Jersey, men flyttade senare till Miami för att träna hos MMA Masters och slutligen till American Top Team i Coconut Creek, Florida. Nunes hade professional debut 8 mars 2008 vid galan Prime MMA Championship 2, matchen slutade med förlust via armbar. Efter fem raka segrar genom knockout rekryterades hon till Strikeforce för en match 7 januari 2011 där hon slog ut kanadensiskan Julia Budd med en knockout bara 17 sekunder in i den första ronden. Hon rekryterades vidare till Invicta FC och mötte efter några inställda matcher amerikanskan Raquel Pa'aluhi som hon besegrade med en Rear naked choke. Nunes hade sin UFC-debut vid UFC 163 3 augusti 2013, i Rio de Janeiro. Hon vann via TKO i första ronden.

### Framgångar
Nunes blev den tredje MMA-utövaren (efter Conor McGregor och Daniel Cormier) att inneha UFC-mästartiteln i två viktklasser samtidigt. Nunes blev historisk igen genom att som första person i UFC, man eller kvinna, försvara titlarna i båda sina viktklasser när hon framgångsrikt försvarade fjäderviktstiteln mot Felicia Spencer vid UFC 250. Efter detta rankades hon som #1 bland UFC:s kvinnor pound for pound och anses vara en av de största kvinnliga MMA-utövarna genom tiderna. 

### Titlar och priser i urval

#### UFC
- UFC Women's Bantamweight Champion
- UFC Women’s Featherweight Champion
- Kvinnan med flest segrar i UFC:s historia (13)

#### World MMA Awards
- 2016 Årets kvinnliga fighter
- 2018 Årets kvinnliga fighter
- 2018 Årets knockout vs. Cris Cyborg
- 2018 Upset of the Year vs. Cris Cyborg